# Seménivka (Kramatorsk)
Semenivka o Semiónovka (en ucraniano: Семенівка, en ruso: Семёновка) es un poblado en jurisdicción del municipio de Kramatorsk, óblast de Donetsk, Ucrania. En el censo de 2001 registró 384 habitantes.
La aldea fue fundada por el terrateniente S.P. Masyukova entre 1785 y 1792.